# هارفي ستيشن (نيو برونزويك)
هارفي ستيشن (بالإنجليزية: Harvey Station, New Brunswick)‏ هي بلدة تقع في كندا في نيو برونزويك. يقدر عدد سكانها بـ 363 نسمة .

## المناخ
يظهر الجدول التالي التغييرات المناخية على مدار السنة لهارفي ستيشن:
| البيانات المناخية لـهارفي ستيشن    | البيانات المناخية لـهارفي ستيشن | البيانات المناخية لـهارفي ستيشن | البيانات المناخية لـهارفي ستيشن | البيانات المناخية لـهارفي ستيشن | البيانات المناخية لـهارفي ستيشن | البيانات المناخية لـهارفي ستيشن | البيانات المناخية لـهارفي ستيشن | البيانات المناخية لـهارفي ستيشن | البيانات المناخية لـهارفي ستيشن | البيانات المناخية لـهارفي ستيشن | البيانات المناخية لـهارفي ستيشن | البيانات المناخية لـهارفي ستيشن | البيانات المناخية لـهارفي ستيشن |
| الشهر                              | يناير                           | فبراير                          | مارس                            | أبريل                           | مايو                            | يونيو                           | يوليو                           | أغسطس                           | سبتمبر                          | أكتوبر                          | نوفمبر                          | ديسمبر                          | المعدل السنوي                   |
| ---------------------------------- | ------------------------------- | ------------------------------- | ------------------------------- | ------------------------------- | ------------------------------- | ------------------------------- | ------------------------------- | ------------------------------- | ------------------------------- | ------------------------------- | ------------------------------- | ------------------------------- | ------------------------------- |
| الدرجة القصوى °م (°ف)              | 18.5 (65.3)                     | 17.5 (63.5)                     | 18.5 (65.3)                     | 29.5 (85.1)                     | 33.9 (93.0)                     | 32.5 (90.5)                     | 33.5 (92.3)                     | 33.5 (92.3)                     | 30.5 (86.9)                     | 24.5 (76.1)                     | 19.5 (67.1)                     | 16.5 (61.7)                     | 33.9 (93.0)                     |
| متوسط درجة الحرارة الكبرى °م (°ف)  | −5.3 (22.5)                     | −3.1 (26.4)                     | 1.8 (35.2)                      | 9.2 (48.6)                      | 16.6 (61.9)                     | 21.6 (70.9)                     | 24.3 (75.7)                     | 23.8 (74.8)                     | 18.3 (64.9)                     | 12.1 (53.8)                     | 5.3 (41.5)                      | −1.8 (28.8)                     | 10.2 (50.4)                     |
| المتوسط اليومي °م (°ف)             | −10.2 (13.6)                    | −7.9 (17.8)                     | −3.0 (26.6)                     | 4.1 (39.4)                      | 10.6 (51.1)                     | 15.6 (60.1)                     | 18.6 (65.5)                     | 18.1 (64.6)                     | 13.0 (55.4)                     | 7.4 (45.3)                      | 1.4 (34.5)                      | −6.1 (21.0)                     | 5.1 (41.2)                      |
| متوسط درجة الحرارة الصغرى °م (°ف)  | −15 (5)                         | −12.6 (9.3)                     | −7.7 (18.1)                     | −1.1 (30.0)                     | 4.5 (40.1)                      | 9.6 (49.3)                      | 12.8 (55.0)                     | 12.3 (54.1)                     | 7.7 (45.9)                      | 2.6 (36.7)                      | −2.4 (27.7)                     | −10.5 (13.1)                    | 0.0 (32.0)                      |
| أدنى درجة حرارة °م (°ف)            | −32.5 (−26.5)                   | −30 (−22)                       | −32 (−26)                       | −18 (0)                         | −4.0 (24.8)                     | 1.0 (33.8)                      | 5.5 (41.9)                      | 0.5 (32.9)                      | −3.0 (26.6)                     | −7 (19)                         | −21 (−6)                        | −32 (−26)                       | −32.5 (−26.5)                   |
| الهطول مم (إنش)                    | 105.2 (4.14)                    | 63.7 (2.51)                     | 92.5 (3.64)                     | 98.9 (3.89)                     | 114.5 (4.51)                    | 98.4 (3.87)                     | 105.6 (4.16)                    | 94.4 (3.72)                     | 90.9 (3.58)                     | 101.8 (4.01)                    | 117.3 (4.62)                    | 107.9 (4.25)                    | 1٬191٫2 (46.90)                 |
| معدل هطول الأمطار مم (إنش)         | 41.3 (1.63)                     | 21.6 (0.85)                     | 44.0 (1.73)                     | 76.6 (3.02)                     | 113.1 (4.45)                    | 98.4 (3.87)                     | 105.6 (4.16)                    | 94.4 (3.72)                     | 90.8 (3.57)                     | 100.4 (3.95)                    | 102.7 (4.04)                    | 57.5 (2.26)                     | 946.4 (37.26)                   |
| متوسط تساقط الثلوج سم (إنش)        | 63.9 (25.2)                     | 42.1 (16.6)                     | 48.5 (19.1)                     | 22.3 (8.8)                      | 1.4 (0.6)                       | 0.0 (0.0)                       | 0.0 (0.0)                       | 0.0 (0.0)                       | 0.1 (0.0)                       | 1.4 (0.6)                       | 14.6 (5.7)                      | 50.5 (19.9)                     | 244.8 (96.4)                    |
| متوسط أيام هطول الأمطار (≥ 0.2 mm) | 15.0                            | 12.4                            | 14.7                            | 15.0                            | 16.0                            | 14.6                            | 13.9                            | 12.4                            | 12.9                            | 14.2                            | 15.2                            | 15.2                            | 171.5                           |
| متوسط الأيام الممطرة (≥ 0.2 mm)    | 4.0                             | 2.4                             | 5.2                             | 9.4                             | 13.4                            | 12.1                            | 11.8                            | 10.1                            | 10.0                            | 11.3                            | 11.1                            | 5.5                             | 106.2                           |
| متوسط الأيام المثلجة (≥ 0.2 cm)    | 7.5                             | 6.9                             | 6.2                             | 3.1                             | 0.4                             | 0.0                             | 0.0                             | 0.0                             | 0.07                            | 0.27                            | 2.9                             | 7.4                             | 34.7                            |
| المصدر: Environment Canada         |                                 |                                 |                                 |                                 |                                 |                                 |                                 |                                 |                                 |                                 |                                 |                                 |                                 |